# Edwin S. Porter
Edwin S. Porter (anglès: Edwin Stanton Porter)  (Connellsville, 21 d'abril de 1870 - Nova York, 30 d'abril de 1941) va ser un pioner del cinema estatunidenc, famós com a productor, director, director d'estudi i director de fotografia amb l'Edison Manufacturing Company i la Famous Players Film Company. De les més de 250 pel·lícules creades per Porter, les més importants inclouen: What Happened on Twenty-Third Street, New York City (1901); Jack and the Beanstalk (1902); Life of an American Fireman (1903); The Great Train Robbery (1903); The European Rest Cure (1904); The Kleptomaniac (1905); Life of a Cowboy (1906); Rescued from an Eagle's Nest (1908); i The Prisoner of Zenda (1913).

## Naixement i educació
Porter va néixer i es va criar a Connellsville, Pennsilvània, fill de Thomas Richard Porter, un comerciant, i Mary (Clark) Porter; va ser el quart de set fills amb quatre germans (Chales W., Frank, John i Everett Melbourne) i dues germanes (Mary i Ada). Anomenat Edward al néixer, més tard va canviar el seu nom a Edwin Stanton, en honor a Edwin Stanton, el polític demòcrata d'Ohio que havia servit com a secretari de guerra d'Abraham Lincoln. Després d'assistir a escoles públiques de Connellsville, Porter va treballar, entre altres feines ocasionals, com a patinador d'exhibicions, pintor de rètols i operador de telègraf. Va desenvolupar un interès per l'electricitat a una edat jove i va compartir una patent als 21 anys per a un regulador de llum. Finalment, esdevenint sastre mercader, Porter va ser maltractat pel Pànic de 1893. Es va declarar en fallida el 15 de juny i es va allistar a la Marina dels Estats Units quatre dies després, el 19 de juny. Va servir tres anys com a company d'artiller, servint a l'USS New York (ACR-2) i al Brooklyn Navy Yard.

## Carrera

### Carrera inicial
Va treballar inicialment al departament elèctric de William Cramp &amp; Sons, una empresa de construcció de motors i vaixells de Filadèlfia. Durant els seus tres anys de servei va mostrar aptitud com a inventor d'aparells elèctrics per millorar les comunicacions.
Porter va entrar en el treball cinematogràfic l'any 1896, el primer any que les pel·lícules es van projectar comercialment en pantalles grans als Estats Units. Va ser breument contractat a la ciutat de Nova York per Raff &amp; Gammon, agents de les pel·lícules i equips de visualització fets per Thomas Edison, i després va marxar per convertir-se en projeccionista de gira amb una màquina competidora, el Projectorscope de Kuhn & Webster. Va viatjar per les Índies Occidentals i Amèrica del Sud, projectant pel·lícules en recintes firals i en camps oberts. Més tard va fer una segona gira pel Canadà i els Estats Units.
Tornant a la ciutat de Nova York a principis de 1898, Porter va trobar feina a l'Eden Musée, un museu de cera i sala d'atraccions de Manhattan que s'havia convertit en un centre d'exhibició i producció de pel·lícules i llicenciat de l'Edison Manufacturing Company. Mentre estava a Eden Musée, Porter va treballar muntant programes de pel·lícules d'Edison, sobretot exposicions de pel·lícules de la guerra hispano-estatunidenca, produccions d'Edison que van ajudar a provocar un brot de febre patriòtica a la ciutat de Nova York. Com a expositor, Porter va tenir un control creatiu enorme sobre aquests programes, presentant una llista de pel·lícules acompanyades d'una selecció de música i narració en directe.

### Edison
Porter es va unir a l'Edison Manufacturing Company el novembre de 1900. Poc després es va fer càrrec de la producció cinematogràfica als estudis de Nova York d'Edison, operant la càmera, dirigint els actors i muntant la impressió final. Va col·laborar amb diversos altres cineastes, entre ells George S. Fleming. Durant la dècada següent, Porter es va convertir en el cineasta més influent dels Estats Units. Per la seva experiència com a projeccionista de gira, Porter sabia què agradava a la multitud, i va començar a fer pel·lícules i comèdies per a Edison. Una de les seves primeres pel·lícules va ser Terrible Teddy, the Grizzly King, una sàtira feta el febrer de 1901 sobre el llavors vicepresident electe, Theodore Roosevelt. Com tots els primers cineastes, va agafar idees dels altres, però en lloc de només copiar pel·lícules, va intentar millorar el que havia manllevat. A les seves Jack and the Beanstalk (1902) i Life of an American Fireman (1903) va seguir pel·lícules anteriors del francès Georges Méliès i membres de l'Escola de Brighton d'Anglaterra, com James Williamson. No obstant això, en lloc d'utilitzar embrancaments o talls bruscos entre plans, Porter va crear transicions graduals d'una imatge a una altra. En particular, a Life of an American Fireman, la tècnica va ajudar el públic a seguir moviments complexos a l'aire lliure. Uncle Tom's Cabin, va ser la primera pel·lícula nord-americana que va utilitzar intertítols que van ajudar el públic a seguir la història identificant les escenes i alguns dels personatges principals.

### The Great Train Robberyi posteriors
La següent pel·lícula de Porter, The Great Train Robbery (1903) va agafar la història arquetípica del western americà, ja familiar per al públic per les novel·les de cèntim i el melodrama escènic, i la va convertir en una experiència visual completament nova. La pel·lícula d'una bobina, amb una durada de dotze minuts, es va muntar en vint plans separats, juntament amb un primer pla sorprenent d'un bandoler disparant a la càmera. Va utilitzar fins a deu ubicacions interiors i exteriors diferents i va ser innovador en el seu ús del "cross-cutting" en l'edició de pel·lícules per mostrar accions simultànies en diferents llocs. Cap pel·lícula anterior havia creat un moviment tan ràpid o tanta varietat d'escenes. The Great Train Robberyva ser molt popular. Durant diversos anys va fer una gira pels Estats Units, i el 1905 va ser la principal atracció del primer nickelodeon. El seu èxit va establir fermament el cinema com a entreteniment comercial als Estats Units.
Després de The Great Train Robbery, Porter va continuar provant noves tècniques. Va presentar dues històries paral·leles a The Kleptomaniac (1905), una pel·lícula de comentari social, així com la seva pel·lícula tècnicament més convencional de 1904, The Ex-Convict. A The Seven Ages (1905) va utilitzar la il·luminació lateral, els primers plans i va canviar els plans dins d'una escena, un dels primers exemples d'un cineasta que s'allunyava de l'analogia teatral d'un sol pla per a cada escena. També va dirigir pel·lícules de trucs com Dream of a Rarebit Fiend (1906), basada en la tira còmica de Winsor McCay. Entre 1903 i 1907 va demostrar amb èxit la majoria de les tècniques que s'havien de convertir en els modes bàsics de comunicació visual a través del cinema. Per exemple, va ajudar a desenvolupar el concepte modern d'edició de continuïtat, sobretot a The Trainer's Daughter or A Race for Love (1907), i sovint se li atribueix el descobriment que la unitat bàsica d'estructura en el cinema era el "pla" més que el escena (la unitat bàsica de l'escenari), obrint el camí per als avenços de D. W. Griffith en l'edició i la narració de la pantalla. No obstant això, semblava considerar-los només com a experiments separats i mai els va reunir en un estil de cinema unificat. Porter va dirigir el futur cineasta Griffith a Rescued from an Eagle's Nest (1908).

### Companyies cinematogràfiques Defender i Rex
El 1909, després de cansar-se del sistema industrial establert per alimentar el negoci en auge del nickelodeon, Porter va deixar Edison i va fundar una empresa per fabricar projectors de cinema Simplex. El 1910 va fundar Defender Film Company, de la que es va retirar l'any següent. El 1911 es va unir amb altres a l'organització de la Rex Motion Picture Company. El 1912 es va esgotar i va acceptar una oferta d'Adolph Zukor per convertir-se en director en cap de la nova Famous Players Film Company, la primera companyia nord-americana que produïa regularment llargmetratges. Va dirigir l'actor escènic James K. Hackett en el seu primer llargmetratge, The Prisoner of Zenda (1913). També va dirigir Mary Pickford en el seu primer llargmetratge, A Good Little Devil (1913), dirigint també Pauline Frederick i John Barrymore.

### Pioner del cinema en 3D
Les seves habilitats com a director no havien seguit el ritme dels ràpids canvis en l'art cinematogràfic, tot i que les seves habilitats tècniques van ser despertades pel 3D. L'última pel·lícula de Porter es va estrenar el 10 de juny de 1915, Niagara Falls, la primera pel·lícula en 3D anàglif. El 1916 va deixar Famous Players durant una reorganització.

### Companyia de màquines de precisió
De 1917 a 1925 Porter va exercir com a president de la Precision Machine Company, fabricants dels projectors Simplex. Després de la seva jubilació l'any 1925, va continuar treballant pel seu compte com a inventor i dissenyador, aconseguint diverses patents per a càmeres fixes i dispositius projectors. Durant la dècada de 1930 va ser empleat per una empresa d'electrodomèstics.

## Mort
Als 71 anys, va morir el 1941 a l'Hotel Taft de la ciutat de Nova York i va ser enterrat a Husband Cementery, Somerset, Pennsilvània. Li va sobreviure la seva dona, Caroline Ridinger, amb qui s'havia casat el 5 de juny de 1893; no tenien fills.

## Llegat
Porter segueix sent una figura enigmàtica de la història del cinema. Tot i que és innegable la seva importància com a director de The Great Train Robbery i d'altres pel·lícules innovadores primerenques, poques vegades va repetir una innovació després d'haver-la utilitzat amb èxit, mai va desenvolupar un estil de direcció coherent i, en anys posteriors, mai va protestar quan altres van redescobrir les seves tècniques i van afirmar-les com a pròpies. Era un home modest, tranquil i prudent que se sentia incòmode treballant amb les estrelles famoses que va dirigir a partir de 1912. Zukor va dir de Porter que era més un mecànic artístic que un artista dramàtic, un home a qui li agradava més tractar amb les màquines que amb les persones.